# Bushey
Bushey est une ville du district de Hertsmere dans le Hertfordshire en Angleterre.

## Histoire
L'histoire de Bushey commence dans les guerres napoléoniennes lors d'une grande pénurie alimentaire. Pour aider à résoudre le problème, le gouvernement a attribué les terrains vagues à l'est de Bushey aux propriétaires fonciers de Bushey pour les utiliser comme agriculture. Alors que l'objectif initial était de produire de la nourriture, la proximité d'un chemin de fer rendait la zone attrayante pour les promoteurs immobiliers.
Les XIXe et XXe siècles ont marqué le moment de la plupart des changements à Bushey, en particulier entre 1860 et 1960. La population a été multipliée par 28 en 200 ans, passant de 856 en 1801 à un peu moins de 24 000 aujourd'hui. L'expansion est due à de nombreuses raisons, l'une des principales étant due au boom de l'industrie provoqué par le chemin de fer au début du XXe siècle. En conséquence, de nombreux nouveaux emplois ont été créés à Watford et dans les environs, et au début des années 1920, les premières maisons à loyer modéré de Bushey ont été construites. Plus de logements ont ensuite été construits pour les familles des militaires travaillant dans des organisations de défense à Stanmore et à Northwood. L'expansion s'est finalement éteinte parce qu'une grande partie des terres dans et autour de Bushey étaient protégées par la Ceinture Verte métropolitaine après la Seconde Guerre mondiale.
Cette même législation de la ceinture verte était également en partie responsable de l'abandon de l'extension d'Edgware à Bushey avant la guerre dans le cadre du programme Northern Heights du chemin de fer souterrain Northern Line. La Ceinture Verte métropolitaine a imposé de grandes restrictions aux nouveaux développements car le plan était d'utiliser le nouveau chemin de fer pour stimuler de nouveaux logements autour du nouveau tracé; sans de nouveaux logements, l'itinéraire n'était plus considéré comme viable. Cependant, comme les travaux ont progressé au début de la guerre, le dépôt a été achevé pour servir de fabrication de bombardiers, et après l'entrée en vigueur de la Seconde Guerre mondiale et de la Ceinture verte, il a été converti en dépôt d'autobus d'Aldenham, qu'il est resté jusqu'en 1985, quand il fut abandonné. Il a été réaménagé en 1996 et est maintenant la zone industrielle du parc Centennial. La gare de Bushey aurait été située à l'intersection d'Elstree Road et de Northwestern Avenue. Des plans conceptuels existaient dans l'Acte du Parlement de 1903 pour un chemin de fer Edgware à Watford qui aurait vu le chemin de fer étendu à une date ultérieure par le village de Bushey et au marché de Watford, mais cela est encore moins advenu que le tronçon Edgware à Bushey partiellement achevé.

## Personnalités notables
- Olivia Matthews-Jordan (1919-2021), née à Bushey, ambulancière en France, conductrice et interprète du général de Gaulle.
- Simon Le Bon (né en 1958), né à Bushey, musicien, Duran Duran.
- George Michael (1963-2016), musicien, Wham!, a fréquenté Bushey Meads School
- Andrew Ridgeley (né en 1963), musicien, Wham!, a fréquenté Bushey Meads School